# Stanley Nwabali
Stanley Bobbi Nwabali (Lagos, 10 de junho de 1996) é um futebolista nigeriano que atua como goleiro. Atualmente defende o Chippa United e a Seleção Nigeriana.

## Carreira
Iniciou a carreira como atacante no Go Round, onde jogou entre 2018 e 2019. Passou também por Enyimba, Wikki Tourists, Lobi Stars e Katsina United antes de se transferir para o Chippa United, equipe da primeira divisão do Campeonato Sul-Africano, em 2022.

## Carreira internacional
Nwabali estreou pela Seleção Nigeriana em julho de 2021, num amistoso contra o México. As Super Águias perderam o jogo por 4 a 0, e o goleiro permaneceu 2 anos e meio sem disputar nenhuma partida pela seleção até o amistoso contra a Guiné, em janeiro de 2024, antes da Copa Africana de Nações, sendo um dos 2 atletas de seu país que jogavam no continente africano, juntamente com o terceiro goleiro Olurunleke Ojo.[carece de fontes?]
Durante a competição, foi escolhido como novo goleiro titular pelo técnico português José Peseiro (embora usasse a camisa 23) e disputou quase todos os minutos na campanha nigeriana, sendo substituído nos 10 minutos finais da partida contra Camarões, nas oitavas-de-final, por Francis Uzoho. Na semifinal, defendeu as cobranças de Teboho Mokoena e Evidence Makgopa na disputa por pênaltis contra a África do Sul, garantindo a Nigéria na decisão e sendo eleito o melhor jogador da partida.

## Vida pessoal
Pertencente à etnia ogba, o goleiro considera o alemão Manuel Neuer como inspiração para sua carreira de jogador.

## Títulos
Enyimba
- Liga Profissional de Futebol da Nigéria: 2019[carece de fontes?]